# Entre Ríos (Tarija)
San Luis de Entre Ríos, ou communément Entre Ríos, est une petite ville et municipalité de Bolivie, capitale de la province Burdett O'Connor dans le département de Tarija au sud-est du pays. Elle est située à 110 km de la ville de Tarija, capitale du département du même nom. D'une superficie de 6 406 km2, la ville compte une population de 21 991 habitants lors du recensement bolivien de 2012.
Elle est située à une altitude de 1 230 mètres, à la confluence de la rivière Tambo et de la rivière Pajonal. La ville est bordée par une chaîne de montagnes du nord au sud et est située dans une vallée en forme de triangle allongé d'une longueur de dix kilomètres.

## Climat
La température moyenne annuelle d'Entre Ríos est de 20,9 °C et les précipitations annuelles avoisinent les 1 300 mm, en se concentrant principalement en été, de janvier à mars.
Le climat d'Entre Ríos est de type subtropical humide avec hiver sec (Cwa) selon le classement climatique de Köppen.

## Histoire
Entre Ríos a été fondée à quatre reprises, ayant été rasée à deux occasions par les Chiriguanos. Elle est par ailleurs appelée « la ville aux quatre noms » qui sont :
- la Ciudad de Las Vegas de la Nueva Granada,  fondée en 1616 ;
- la Villa de San Carlos, fondée le 3 juillet 1872.
- San Luis, fondée le 25 août 1800 ;
- San Luis de Entre Ríos, fondée le 10 novembre 1832, sous le gouvernement du maréchal Andrés de Santa Cruz ;
- aussi, les Chiriguanos appellent la ville, tout comme la région qui l'entoure : Yuqui.

Depuis sa création, Entre Ríos a été fréquemment le théâtre de destructions causées par des tribus de la région. La première ayant eu lieu deux ans seulement après sa fondation. Un raid a lieu aussi le 16 mai 1735, où les Chiriguanos auraient assassiné le père Julián Lizardi et d'autres colons lors d'une messe.

## Démographie
La population de la ville est, selon le recensement de 2001, de 2 413 habitants et, en 2007, de 2 800 habitants. La région d'Entre Ríos est l'une des principales zones de peuplement du peuple guaraní, qui habite le bassin du Paraná depuis des milliers d'années.